# Bromo-DragonFLY
Bromo-DragonFLY je psihodelični lek koji je srodan sa fenetilaminskom familijom. Bromo-DragonFLY se smatra ekstremno potentnim halucinogenom, skoro je potenta kao LSD. Njegova normal doza je u opsegu 200 μg do 800 μg. On ima veoma dugo vreme trajanja, i do nekoliko dana. On je nedozvoljena supstanca u Finskoj, Švedskoj, Norveškoj i Danskoj. Bromo-DragonFLY sadrži stereocentar i R-(-)-bromo-DragonFLY je aktivniji stereoizomer.

## Farmakologija
Halucinogeno dejstvo bromo-DragonFLY je posredovan njegovom agonistnim dejstvom na  serotoninski receptor. Bromo-DragonFLY isto tako ima visok afinitet vezivanja za  i  serotoninske receptora, te je neselektivni  agonist.

## Literatura
- Parker, Matthew A.; Marona-Lewicka, Danuta; Lucaites, Virginia L.; Nelson, David L.; Nichols, David E. (1998). „'A novel (benzodifuranyl)aminoalkane with extremely potent activity at the 5-HT2A receptor'”. J. Med. Chem. 41 (26): 5148—5149. PMID 9857084. doi:10.1021/jm9803525.
- Chambers, James J.; Kurrasch-Orbaugh, Deborah M.; Parker, Matthew A.; Nichols, David E. (2001). „Enantiospecific Synthesis and Pharmacological Evaluation of a Series of Super-Potent, Conformationally Restricted 5-HT2A/2C Receptor Agonists”. Journal of Medicinal Chemistry. 44 (6): 1003—1010. PMID 11300881. doi:10.1021/jm000491y.